# Улица Дубки
У́лица Дубки́ (название с 27 января 1967 года) — улица в Северном административном округе города Москвы на территории Тимирязевского района.

## История
Улица получила своё название 27 января 1967 года по парку «Дубки», вдоль границы которого она проходит.

## Расположение
Улица Дубки проходит от улицы Костякова на юго-запад, после чего, не доходя до Тимирязевской улицы, поворачивает на северо-запад, пересекает Ивановскую улицу, с северо-востока к улице примыкает улица Немчинова, улица Дубки проходит до Красностуденческого проезда. Между улицей Дубки, Ивановской улицей, Ивановским проездом и улицей Немчинова расположен парк «Дубки». Нумерация домов начинается от улицы Костякова.

## Примечательные сооружения и общественные пространства
По чётной стороне:
- трамвайная остановка «Красностуденческий проезд» — вблизи Красностуденческого проезда (построена в конце XIX века по проекту архитектора Ф. А. Когновицкого, является старейшим павильоном наземного общественного транспорта в Москве)[4].
- парк «Дубки» — открыт с 1950-х годов, здесь произрастает большое количество двухсотлетних дубов. В 2019 году обновлен. В зелёной зоне обустроили три детские площадки и три воркаут-зоны, построили хоккейную коробку с трибунами и пунктом проката инвентаря, разместили столы для игры в настольный теннис, обустроили теннисные корты и волейбольную площадку[5].

## Транспорт

### Трамвай
- 27, 29: от улицы Костякова до Красностуденческого проезда и обратно.

### Метро
- Станция метро «Тимирязевская» Серпуховско-Тимирязевской линии — юго-восточнее проезда, на Дмитровском шоссе.

### Монорельс
- Станция монорельса «Тимирязевская» — юго-восточнее проезда, на улице Яблочкова.

### Железнодорожный транспорт
- Платформа Тимирязевская Савёловского направления Московской железной дороги (МЦД-1) — юго-восточнее проезда, между Дмитровским шоссе и улицей Яблочкова.